# Cyriogonus fuscitarsis
Cyriogonus fuscitarsis är en spindelart som beskrevs av Embrik Strand 1908. Cyriogonus fuscitarsis ingår i släktet Cyriogonus och familjen krabbspindlar.
Artens utbredningsområde är Madagaskar. Inga underarter finns listade i Catalogue of Life.